# Riu Ottawa
El riu Ottawa (en anglès Ottawa River) o riu dels Outaouais (en francès Rivière des Outaouais) és un riu de l'Amèrica del Nord que, durant la major part del seu recorregut, marca la frontera entre les províncies canadenques del Quebec i Ontario. Amb els seus 1.271 kms és el riu més llarg del Quebec, amb una conca hidrogràfica de més de 146.300 km², és el principal afluent del riu Sant Llorenç.
Neix al llac Capimitchigama, a les muntanyes Laurencianes del centre del Quebec, i es dirigeix cap a l'oest fins al llac Témiscamingue o Timiskaming, a la frontera amb Ontario. Va seguint la frontera provincial en direcció sud-est fins a Ottawa i Gatineau, on es precipita per les cascades Chaudière, i més endavant rep el riu Gatineau, el seu afluent principal. Desguassa al sud-oest de l'illa de Mont-real, a la confluència del llac Deux Montagnes amb el riu Sant Llorenç.
Els seus afluents principals són el Gatineau (386 km), la Rivière du Lièvre (330 km), el Madawaska (230 km) i el Coulonge (217 km).
Aquest riu i diversos dels seus afluents són reconeguts com a destinacions de piragüisme, ràfting i caiac. El riu Ottawa és una important reserva de biodiversitat i acull més de 300 espècies d'ocells a més de servir com a ruta de migració essencial per a diverses altres espècies del continent.